# المرأة في التلمود
جاء في التلمود: «عندما تنذر المرأة المتزوجة نذرًا، فإن لزوجها الحق بأن يوافق على النذر أو يبطله»، وجاء في نفس الصفحة استنادًا إلى التلمود «أنَّ امرأة ما إذا أساءت إدارة البيت أو وجد الرجل امرأة أجمل منها فله الحق في أن يطلقها».
ومما يؤكد استهانة اليهودية بالمرأة أنها لا تستطيع أن تلتحق بالمدارس الدينية لليهود "والتي تسمَّى: "Talmud Torah" ويعزي محرر دائرة المعارف اليهودية ذلك إلى سببين:
أولًا: لأنَّ تعليم المرأة لم يكن إجباريًّا في الدين.
وثانيًا: لأن المرأة تعتبر «خفيفة العقل» light - minded، ويذكر كذلك أن الحاخام إليعاذر قال: «كل من يعلم ابنته التوراة، فكأنه يعلمها السخافة»  إلّا أن موسى بن ميمون استدرك فأفتى بأن المراد من هذا القول هو التلمود، وليس التوراة. أي أنه أجاز تعليم المرأة القانون المكتوب دون الشفهي.